# Cyd (dramat)
Cyd (fr. Le Cid) – dramat Pierre’a Corneille’a napisany na przełomie lat 1636 i 1637.

## Okoliczności powstania utworu

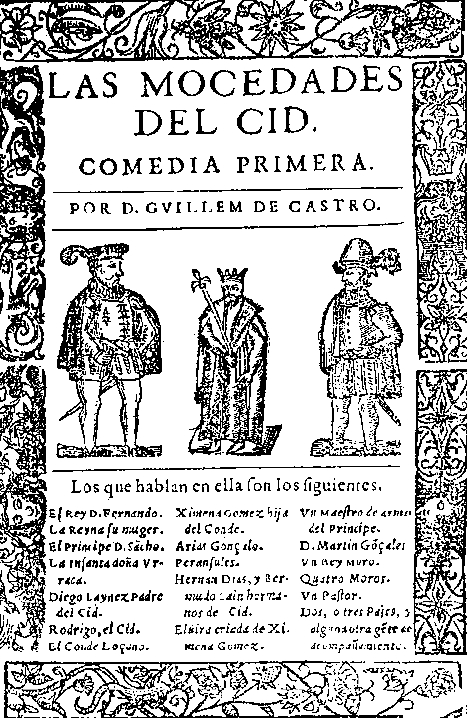
Afisz dramatu Dzieciństwo Cyda. Fabuła tego dramatu była główną inspiracją dla napisania Cyda

Temat utworu został zapożyczony z trzyaktowego dramatu Guillena de Castro Dzieciństwo Cyda, będącego z kolei fabularyzowaną wersją życia Rodriga Díaza de Vivara. Corneille postanowił jednak ograniczyć warstwę fabularną tekstu, usuwając szczegóły obyczajowe zawarte w dramacie hiszpańskim i rezygnując z wątków pobocznych oraz postaci drugoplanowych, by skupić się wyłącznie na konflikcie między miłością a dbałością o honor rycerski.

## Przyjęcie utworu
Premiera Cyda miała miejsce 7 stycznia 1637 roku w Teatrze Marais. Trupa Montdory’ego dała dwa przedstawienia w pałacu kardynała Richelieu'go i trzy na dworze królewskim. Cyd oczarował paryżan, podbił serce najbardziej surowych i niedostępnych dam. Stał się tematem rozmów towarzyskich. Do dobrego tonu należała umiejętność cytowania fragmentów sztuki z pamięci. Corneille był zaskoczony sukcesem utworu, w liście do pani Combalet wyznałː Sukces ten przeszedł moje najśmielsze oczekiwania i z początku mnie zadziwił. Dziwiło szczególnie to, że uznanie zdobył narodowy bohater Hiszpanii, z którą Francja toczyła właśnie wojnę.
Dzieło Corneille’a natychmiast po wystawieniu stało się jednak obiektem ataków ze strony niemal wszystkich współczesnych dramatopisarzy. Skargę na ręce Richelieu'go złożyli J. Mairet, G. Scudèry, opat d'Aubignac i Clavert, oskarżając autora Cyda o plagiat. Corneille przedstawił kardynałowi hiszpański oryginał dramatu, co pozwoliło mu odeprzeć zarzuty. Na swoje nieszczęście dramatopisarz opublikował w tym czasie poemacik Wyjaśnienie dla Arysta, w którym stwierdzał, że jest cenionym autorem, sobie zawdzięcza sławę i nie ma równych sobie rywali. Wywołało to burzę protestów. Cały rok 1637 upłynął pod znakiem pamfletów na Corneille’a i jego złośliwych i niezbyt zręcznych odpowiedzi.
W połowie 1637 roku G. Scudèry wniósł do Akademii Francuskiej elaborat, w którym oskarżał Corneille’a o nieuszanowanie względów przyzwoitości (w postaci infantki), obrazę moralności (poprzez wybór odrażającego tematu), nieuszanowanie zasady trzech jedności i domagał się od Akademii Francuskiej wydania oficjalnego rzeczenia. Tym razem Richelieu przychylił się do żądania. Po wyrażeniu zgody przez autora, Akademia Francuska w czerwcu 1637 roku podjęła pracę nad oceną Cyda. Zadanie okazało się trudne i niewdzięczne, Chapelain, któremu powierzono jego wykonanie dwukrotnie składał pracę, zanim została przyjęta. Poprawiona, została ogłoszona w 1638 roku pod tytułem Poglądy Akademii na «Cyda». Chapelain wykazał w niej szczegółowo, w jaki sposób Corneille naruszył trzy jedności, wytknął uchybienia w rysunku postaci (szczególnie Infantki) i zaproponował możliwe do zaakceptowania rozwiązanie akcji, które prowadziłoby albo do ocalenia Gomesa albo do ujawnienia, że nie jest on ojcem Chimeny, albo wreszcie do uwiarygodnienia małżeństwa nakazem racji stanu.  Rozgoryczony i dotknięty werdyktem Corneille wycofał się do rodzinnego Rouen i zamilkł na trzy lata.
Mimo tego dzieło zachowało ogromną sławę, do mowy potocznej przeszło nawet powiedzenie piękny jak Cyd.

## Postaci
- Rodrygo
- Don Diego – ojciec Rodryga
- Chimena – ukochana Rodryga
- Don Gomes – ojciec Chimeny
- Don Sancho
- Elwira – służąca Chimeny
- Don Fernand – król Kastylii
- Infantka – jego córka
- Eleonora – służąca Infantki
- Alonzo, Arias – dworzanie Infantki
- Paź

## Treść
Akcja utworu rozgrywa się w XI wieku w Sewilli. Syn don Diega, Rodryg, zakochany jest z wzajemnością w Chimenie, córce don Gomesa. Między obydwoma mężczyznami dochodzi jednak do sprzeczki, w czasie której Gomes uderza Diega w twarz. Ten, zbyt stary, by osobiście wyzwać go na pojedynek, prosi syna, by go zastąpił. Rodryg, mimo konfliktu wewnętrznego, zgadza się i w walce zabija ojca ukochanej. Chimena udaje się do króla Sewilli Fernanda z prośbą o ukaranie sprawcy śmierci don Gomesa, jednak daje do zrozumienia Rodrygowi, że mimo tego, co zaszło, nie potrafi go znienawidzić. Ten opuszcza miasto i odnosi wielkie zwycięstwo w walce z Maurami, zyskując przydomek Cyd (z arabskiego sayyid – „pan”). Król oznajmia Chimenie, że Rodryg zmarł z powodu odniesionych ran, na co ta mdleje, a dowiedziawszy się prawdy, żąda, by stanął on do pojedynku-sądu bożego z don Sanchem. W momencie zwycięstwa Rodryg-Cyd zdobywa tym samym prawo do jej poślubienia. Król nakazuje mu jednak, by ponownie oddalił się na wojnę i odzyskał tym samym dawną pozycję w sercu kobiety.

### Akt I
Gomes spośród starających się o rękę córki wyróżnia Roderyka i chce mu to oficjalnie oznajmić. Chimena cieszy się z takiego obrotu sprawy. Infantka wyznaje swojej służącej Eleonorze, że skojarzyła Chimenę z Roderykiem, bo jest świadoma, że choć kocha Roderyka, nie może go poślubić, ma więc nadzieję, że gdy poślubi on inną jej miłość wygaśnie. Gomes wymawia Diegowi, że otrzymał od króla jemu należny tytuł marszałka w Radzie, chełpi się, że jest podporą tronu i bez niego król, by upadł. Gdy dyskusja się zaognia, wymierza adwersarzowi policzek. Diego dobywa broni, ale starość nie pozwala mu dotrzymać placu. Znieważony zwraca się do syna o dokonanie pomsty. Roderyk miota się między obowiązkiem względem ojca i honoru a miłością do Chimeny.

### Akt II
Arias nakłania Gomesa do pojednania się z Diegiem. Dumny arystokrata odmawia. Nie lęka się nawet gniewu królewskiego. Roderyk wyzywa go na pojedynek. Chimena jest rozdarta pomiędzy pragnieniem, by Roderyk był jej posłuszny, a chęcią by bronił swego honoru. Infantka obiecuje je pomóc i uwięzić Roderyka, by zapobiec pojedynkowi. Osobiście ma jednak nadzieję, że Roderyk zwycięży w pojedynku, a następnie okryje się taką sławą, że będzie mogła go poślubić. Król każe wziąć Gomesa pod straż za znieważenie jego majestatu. Nakazuje też sługom podwojenie obrońców na murach Sewilli wobec spodziewanego napadu Maurów. Arrias przynosi wieść o śmierci Gomesa w pojedynku. Chimena żąda ukarania mordercy ojca śmiercią. Diego prosi króla, by mógł wziąć na siebie karę syna, jako ten który był przyczyną pojedynku.

### Akt III
Roderyk zjawia się w domu Chimeny, mając nadzieję na śmierć z jej ręki. Elwira ukrywa go. Zjawiają się Chimena i Sankty, który ofiaruje jej swoją szpadę przeciw Roderykowi. Pozostawszy z Elwirą, Chimena wyjawia jej, że kocha mordercę swego ojca, ale nie może nie żądać jego śmierci. Doprowadziwszy do niej, chce skończyć ze sobą. Roderyk wychodzi z ukrycia i prosi, by go przebiła jego własną szpadą. Wyjaśnia jej, że musiał bronić swego honoru, chcąc być nadal godnym jej miłości. Chimena nie zamierza być gorszą. Nie chce jego pomocy w wymierzeniu mu sprawiedliwości, będzie się nadal domagać sprawiedliwości u króla. Prosi Roderyka, by opuścił dyskretnie jej dom. Diego niespokojny o los syna spotyka go wreszcie, a widząc jego desperację, nakłania go do wyruszenia na czele krewnych przeciw atakującym miasto Maurom.

### Akt IV
Chimena z radością słucha Elwiry, która opowiada jej o zwycięstwie Roderyka nad Maurami i wzięciu dwóch królów w niewolę. Infantka przychodzi nakłaniać ją do wybaczenia zbawcy ojczyzny, Chimena pozostaje jednak nieprzejednana. Roderyk wysyła królowi jeńców po czym sam się przed nim stawia. Król wita w nim podporę tronu i prosi o relację z bitwy. Roderyk opowiada jak ukrył się ze znacznymi siłami w porcie i znienacka zaatakował wpływających do portu wrogów, a na koniec wziął do niewoli pozostawionych przez wycofującego się nieprzyjaciela królów murzyńskich. Król nadaje zwycięskiemu Roderykowi imię Cyda. Na wieść o zbliżającej się Chimenie nakazuje oddalić się rycerzowi. Chimenę uwiadamia, że Roderyk poległ w walce. Chimena pada zemdlona. Ocuciwszy ją król wyjawia jej, że Roderyk żyje. Chimena tym zajadlej domaga się sądu nad zabójcą jej ojca, im w większej jest u wszystkich obecnie cenie. Król ostrzega ją, że wyrok może być dla Roderyka łaskawy, jako że to jej ojciec zawinił w tej sprawie. Zdesperowana dziewczyna ogłasza, że kto by stanął do pojedynku z Roderykiem i pomścił jej ojca, otrzyma jej rękę. Król nie wyraża zgody na kontynuowanie szkodliwego zwyczaju, ulega jednak prośbie Diega. Do pojedynku zgłasza się Sankty. Król postanawia, pomimo protestów Chimeny, że kto zwycięży, weźmie ją za żonę.

### Akt V
Roderyk przychodzi pożegnać się z Chimeną. Jest gotów dać się zabić Sanktemu, aby zadośćuczynić ukochanej. Chimena zagrzewa go do obrony jego sławy, a gdy to nie pomaga, prosi by walczył dla jej miłości. Infantka nadal ma nadzieję poślubić Roderyka, teraz zwycięzcę królów. Ostatecznie jednak przezwycięża swą słabość. Chimena rozpacza, że będzie musiała poślubić albo mordercę swego ojca albo Sanktego. Widząc nadchodzącego Sanktego postanawia skończyć ze sobą. Ostatecznie prosi króla o prawo zamknięcia się w klasztorze. Snakty wyjaśnia nieporozumienie. Został pokonany w pojedynku przez Cyda i wysłany przezeń, by zaniósł tę wiadomość Chimenie, która nie dopuściła go do głosu. Król na prośbę Chimeny, zgadza się odroczyć ślub do czasu zakończenia żałoby, a więc na rok. Roderyk-Cyd ma w tym czasie wyruszyć na wojnę przeciw Maurom.

## Cechy utworu
Cyd był w literaturze francuskiej utworem pionierskim. Corneille maksymalnie ograniczył w nim akcję dramatyczną i efektowne, pełne napięcia emocjonalnego sceny (walki, pojedynki), czyniąc podstawowym elementem dzieła ludzkie uczucia i dylematy, mnożąc fragmenty oparte wyłącznie na rozmowie i umożliwiające śledzenie wewnętrznych przemian człowieka. Autor dążył również do uniwersalizacji akcji. Usunął niemal całkowicie elementy wskazujące na umiejscowienie akcji dramatu w Hiszpanii, zachowując jedynie oryginalne imiona bohaterów i skupiając się na poszukiwaniu elementów ogólnoludzkich. Stworzył nowy typ bohatera – człowieka w pełni panującego nad swoim losem, kontrolującego swoje uczucia siłą woli, zdolnego poświęcić największe uczucia dla zachowania honoru.

## Recepcja
Cyd był wielokrotnie wystawiany za życia Corneille’a, a w roli Roderyka przez lata święcił tryumfy Montdory. W 1669 roku tragedię przedstawiła trupa Moliera. Tylko w latach 1668-1715 została wystawiona 219 razy. Od 1734 roku wykreślono ze sztuki postać Infantki. Królewna powróciła na scenę dopiero dzięki staraniom Napoleona w 1806 roku. Jedna z najgłośniejszych inscenizacji Cyda w XX wieku miała miejsce w 1951 roku w Théâtre National Populaire. W rolę Roderyka wcielił się wówczas Gérard Philipe.
Polska prapremiera utworu miała miejsce w dwadzieścia trzy lata po premierze francuskiej (1650). Studenci Akademii Zamojskiej odegrali Cyda „na theatrum” Jana Sobiepana Zamoyskiego. 26 lutego 1662 roku przedstawienie Cyda na Zmaku Królewskim w Warszawie, w przekładzie Jana Andrzeja Morsztyna, uświetniło początek obrad sejmowych. Cyd w przeróbce Stanisława Konarskiego był grywany w XVIII wieku na scenie Collegium Nobilium.
Przekład Ludwika Osińskiego (1801) pozwolił wprowadzić sztukę na scenę warszawską. Pierwszym polskim Cydem był młody Michał Pawłowicz (1778-1804), a po jego śmierci w rolę tę wcielił się Marcin Szymanowski. W roku 1818 w roli Roderyka wystąpił Ignacy Werowski, a jako Gomes – Wojciech Bogusławski, który w swych tyradach zatrzymywał się czekając na podpowiedzi suflera. W 1823 roku zespół stołeczny wyjechał; z Cydem do Kalisza, Płocka i Poznania. Utwór był też grany w latach dwudziestych na scenach krakowskich i lwowskich. Lwów zachwycił swą interpretacją roli Roderyka Antoni Bełza. W latach trzydziestych zainteresowanie dramatem słabnie, choć jeszcze często wystawiany przez teatry szkolne i na pensjach żeńskich.

Nowym etapem w recepcji teatralnej utworu w Polsce stała się premiera krakowska 26 października 1907 w nowym przekładzie i inscenizacji Stanisława Wyspiańskiego. Irena Solska stworzyła nieprzeciętną kreację w roli Infantki. Partnerowali jej Stanisława Wysocka w roli Chimeny i Andrzej Mielecki jako Rodryg. Tłem spektaklu była kolumnada odtworzona, według wskazań Wyspiańskiego, z Uczty w Kanie Galilejskiej Veronesego. Hiszpański koloryt podkreślały kostiumy wzorowane na malarstwie Velázqueza.